# Аеродром Сандефјорд
Аеродром Сандефјорд - Торп (норв. Sandefjord lufthavn, Torp) је међународни аеродром истоименог норвешког града Сандефјорда у јужном делу државе. Аеродром истовремено опслужује и главни град Осло, од ког је удаљен 110 километара југозападно.
Аеродром Сандефјорд је норвешке услове значајна ваздушна лука за нискотарифне авио-превознике и они чинили готово свих 2 милиона путника 2019. године.
Најважнији авио-превозници на аеродрому су норвешки „Видерое” и нискотарифни „Рајанер” и „Визер”.